# Rue du Prévôt
Rue du Prévôt je ulice v Paříži v historické čtvrti Marais. Nachází se ve 4. obvodu.

## Poloha
Ulice vede od křižovatky s Rue Charlemagne a končí na křižovatce s Rue Saint-Antoine. Se svou maximální šířkou 3 metry, která místy dosahuje jen 1,8 m, patří k nejužším ulicím v Paříži.

## Historie
Název ulice je odvozen od městského paláce, který se nazýval Hôtel du Prévôt, který v ulici kdysi stával, historik Jacques Hillairet se domníval, že ulice byla v roce 1877 pojmenována na počest pařížského prévôta Huga Aubriota (1320–1382), stavitele Bastily, který bydlel poblíž. V letech 1300 a 1313 je ulice známá pod názvy Rue de Percée a Rue Percée, později též jako Rue Percée-Saint-Paul, Rue Percée-Saint-Antoine a Rue Percée-Saint-André. V díle Le Dit des rues de Paris se vyskytuje jako Rue Percié. V rukopise z roku 1636 pak Rue Persée a Rue Percée. V roce 1877 ulice získala název Rue Prévôt.

## Zajímavé objekty
- dům č. 5: dochovala se mohutné arkáda
- dům č. 7: Hôtel Séguier
- dům č. 8: dochované dřevěné vyřezávané dveře
- dům č. 12: původně zde stál Hôtel du Prévôt